# Steinbruch Königsberg
Der Steinbruch Königsberg befindet sich am Königsberg im Harz ca. 700 Meter südlich des Eckerlochs direkt an der Eisenbahnstrecke der Brockenbahn. In den Jahren 1899 bis 1915 wurde dort Granit gebrochen. Der Kaiserturm bei Wernigerode wurde aus seinem Gestein erbaut. Heute sind noch die lange Abbauwand und der Ablauftunnel unter der Bahn zu erkennen. Der Steinbruch ist größtenteils mit Bäumen zugewachsen. Die ehemalige Abbauwand ist 60 Meter lang und 15 Meter hoch. Aus der Abbauwand sickert ständig Quellwasser hervor, wodurch sich am Grund des Steinbruchs Moose und seltene Pflanzen angesiedelt haben.
Der Steinbruch ist der höchstgelegene und am schwersten zu erreichende Bruch in Norddeutschland. Der Granit wurde ausschließlich über die Brockenbahn abtransportiert. Der Granit weist eine gleichbleibende hellrote Färbung auf und ist kaum von Fremdeinflüssen durchsetzt.
Heute findet man noch einige Überreste der Abbauarbeiten in Form von Grundmauern und im Wald verstreutem Metallschrott. Eine Anfang der 1960er Jahre von Geologen vorgeschlagene Reaktivierung des Steinbruchs lehnte die DDR-Regierung ab.

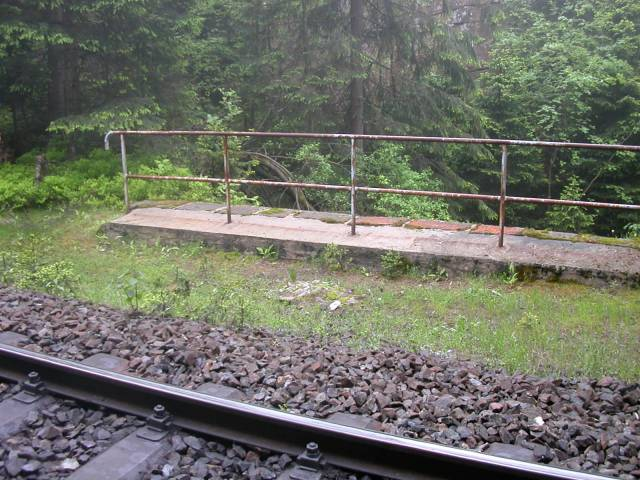
Schutzgeländer zwischen Bahn und Steinbruch
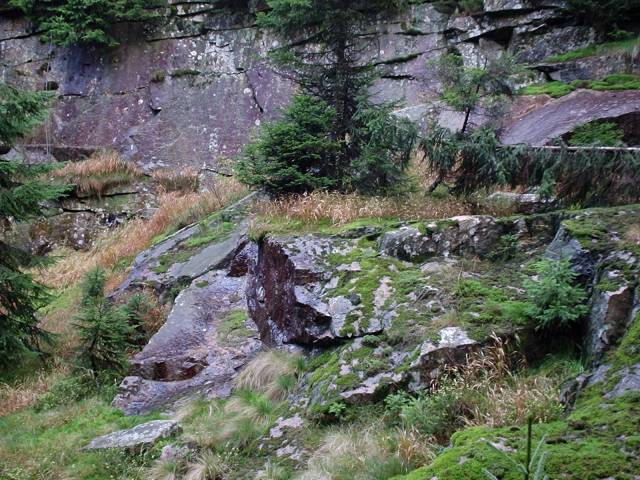
Aus der Abbauwand sickert Quellwasser
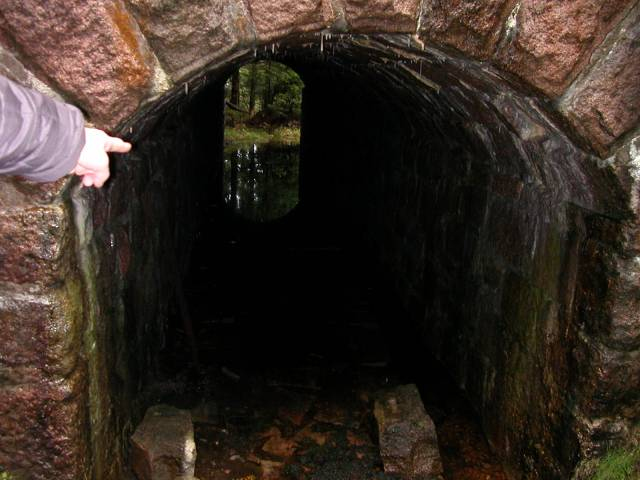
Der 30 m lange Ablauftunnel aus dem Steinbruch
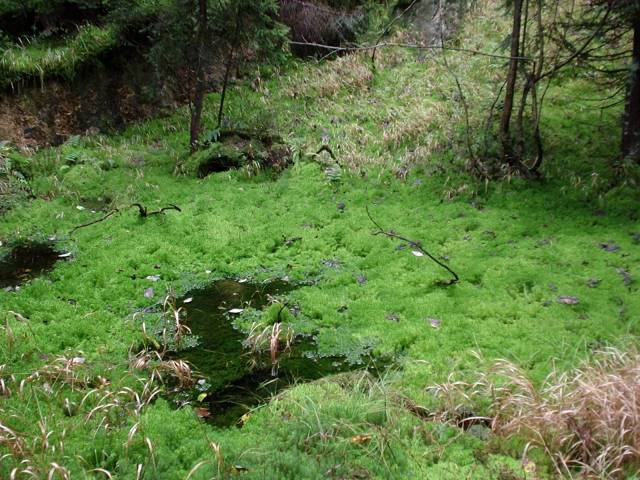
Feuchte Mooswiese am Grund des Steinbruchs